# Bolbogonium insidiosum
Bolbogonium insidiosum är en skalbaggsart som beskrevs av Jan Krikken 1977. Bolbogonium insidiosum ingår i släktet Bolbogonium och familjen Bolboceratidae. Inga underarter finns listade.